# Vision avec valeurs
Vision avec valeurs (en espagnol : Visión con Valores ; abrégé VIVA) est un parti politique guatémaltèque fondé en 2007 par Harold Caballeros.

## Histoire
Vision avec valeurs (VIVA) tient ses origines du Mouvement social des bonnes personnes (en espagnol : Movimiento Social de la Gente Buena) lancé en 2006 par Harold Caballeros en tant que prémices d'un parti politique. 
Le parti « Vison avec valeurs » en tant que tel est fondé le 20 janvier 2007. Il est enregistré auprès du Tribunal suprême électoral le 12 juin 2007,.

## Résultats électoraux

### Élections présidentielles
| Année | Candidats         | Candidats               | Premier tour | Premier tour | Second tour | Second tour | Statut  |
| Année | Président         | Vice-président          | Voix         | %            | Voix        | %           | Statut  |
| ----- | ----------------- | ----------------------- | ------------ | ------------ | ----------- | ----------- | ------- |
| 2011  | Harold Caballeros | Efraín Medina           | 277 365      | 6,23         | –           | –           | Non élu |
| 2015  | Zury Ríos         | Juan Luis Mirón         | 286 730      | 5,97         | –           | –           | Non élu |
| 2019  | Isaac Farchi      | Ricardo Flores Asturias | 259 616      | 5,93         | –           | –           | Non élu |
| 2023  | Armando Castillo  | Édgar Grisolia          | 397 469      | 9,44         | –           | –           | Non élu |

### Élections législatives
| Année | Liste nationale | Liste nationale | Districts | Districts | Sièges   | +/- |
| Année | Voix            | %               | Voix      | %         | Sièges   | +/- |
| ----- | --------------- | --------------- | --------- | --------- | -------- | --- |
| 2011  | 345 709         | 7,88            | 244 654   | 5,53      | 6 / 158  | Nv  |
| 2015  | 168 707         | 3,70            | 237 118   | 5,06      | 5 / 158  | –   |
| 2019  | 189 467         | 4,70            | 181 588   | 4,33      | 7 / 160  | 2   |
| 2023  | 288 473         | 6,92            | 258 605   | 5,77      | 11 / 160 | 4   |